# Драматическая медицина. Опыты врачей на себе
Драматическая медицина. Опыты врачей на себе — научно-популярная книга австрийского врача Гуго Глязера. Книга посвящена истории медицинских исследований в XIX—XX веках, связанных с проведением учеными экспериментов на самих себе.

## Содержание
В работе описываются исследования XIX — начала XX веков, в ходе которых изучались заболевания и осуществлялся поиск лекарственных препаратов, при этом первым испытателем нового препарата становился сам врач. Автор описывает опыты М. Петтенкофера с холерными вибрионами; А. Уайта, Р. Деженета, А. Розенфельда с чумой; Н. Поттера, А. Аграмонте, Дж. Кэррола, Дж. Ласеара, В. Рида и К. Финлея с возбудителем желтой лихорадки; Дж. Б. Грасси, П. Менсона с малярией; Дж. Дэттона, Д. Брюса, М. Тауте с африканским трипаносомозом, или сонной болезнью; Ш. Николя, И.Н. Ашешова, Г. Спарровой, Р. Спенсера, И. Мечникова с сыпным тифом; Х. Охара с туляремией, Дж. Профета с проказой.
Рассказана история исследования рака в связи с подозрением на его вирусную природу. Автор повествует о первых шагах анестезиологии, наркологии, токсикологии; открытии закиси азота, эфира, хлороформа и других анестетиков, исследованиях кокаина, опиума, гашиша, кураре, ядовитых змей, цикуты, никотина. Особое внимание уделено исследованиям камфары чешским физиологом Я. Э. Пуркине, появлению шприцев и катетеров, вопросам питания и важности белка в рационе человека, космической медицине (опыты с камерами пониженного давления, перегрузками, облучением, разработка скафандра).

## Издания
- Драматическая медицина: опыты врачей на себе: пер. с нем. — М.: Молодая гвардия, 1962. — 208 с., [8] л. ил.[1]
- Драматическая медицина: опыты врачей на себе: пер. с нем. — 2-е изд. — М.: Молодая гвардия, 1965. — 215 с., [8] л. ил. — (Эврика) — 100000 экз.
- Драматическая медицина: Опыты врачей на себе. — Алма-Ата: Казахстан, 1990. — 255,[1] с. — ISBN 5-615-00594-7
- Драматическая медицина. Опыты врачей на себе; пер. с нем. В. Хорохордина. — М.: URSS, 2013. — 206, [2] с., [8] л. ил., портр. — ISBN 978-5-354-01456-9
- Драматическая медицина: опыты врачей на себе; пер. с нем. В. Хорохордина. — М.: Едиториал УРСС, 2015. — 206, [1] с., [8] л. ил., фот. — ISBN 978-5-354-01513-9